# San Manuel (Pangasinan)
San Manuel (Bayan ng San Manuel) är en kommun i Filippinerna. Kommunen ligger på ön Luzon, och tillhör provinsen Pangasinan. Folkmängden uppgår till 41 206 invånare.
San Manuel är indelat i 14 barangayer.